# Canal de Berdún (Senke)
Canal de Berdún wird eine Senke im Pyrenäenvorland genannt, die sich in der Comarca Jacetania in der Provinz Huesca der Autonomen Gemeinschaft Aragonien befindet.
Das Gebiet wird im Westen durch die Yesa-Talsperre begrenzt. 
Die wichtigsten Orte sind: Canal de Berdún, Artieda, Martés, Mianos, Ruesta, Arrés und  Puente la Reina de Jaca. 